# Ле-Рьо
Ле-Рьо (фр. вимова: [lə ʁø] ( прослухати); валлон. El Rû) — місто та муніципалітет Валлонії, розташоване в провінції Ено, Бельгія.
На 1 січня 2006 року загальна чисельність населення Ле-Рьо становила 7977 осіб. Загальна площа 42,80 км2, що дає щільність населення 186 жителів на км2.
Муніципалітет складається з таких районів: Готтіньє, Ле-Рьо, Міно, Тйоу і Вілле-сюр-Ене.
Шато-дю-Рьо, родинна резиденція графів де Крой-Рьо, розташоване поблизу міста.

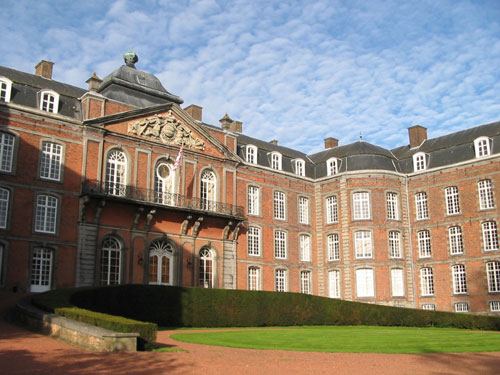
Замок Ле-Рьо